# Караванный сельсовет
Караванный сельсовет — сельское поселение в Оренбургском районе Оренбургской области Российской Федерации.
Административный центр — посёлок Караванный.

## История
24 сентября 2004 года в соответствии с законом Оренбургской области № 1472/246-III-ОЗ образовано сельское поселение Караванный сельсовет, установлены границы муниципального образования.

## Население
| 2010  | 2012  | 2013  | 2014  | 2015  | 2016  | 2017  |
| ----- | ----- | ----- | ----- | ----- | ----- | ----- |
| 3008  | ↗3037 | ↗3059 | ↘3000 | ↗3041 | ↗3079 | ↗3110 |
| 2018  | 2019  | 2020  | 2021  |       |       |       |
| ↗3123 | ↗3131 | ↘3090 | ↘3079 |       |       |       |

## Состав сельского поселения
| № | Населённый пункт | Тип населённого пункта          | Население |
| - | ---------------- | ------------------------------- | --------- |
| 1 | Береговой        | посёлок                         | 448       |
| 2 | Казачий          | хутор                           | 68        |
| 3 | Караванный       | посёлок, административный центр | ↘2432     |
| 4 | Узловой          | посёлок                         | 60        |